# Ellen Wiberg-Persson
Ellen Elisabeth Wiberg-Persson tidigare Wiberg-Ohlsson, född 17 augusti 1906 i Meriden, USA, död 29 augusti 1997 i Bromma, var en svensk skulptör och målare.
Hon var dotter till guldsmeden August F. Wiberg och Emma Pettersson och gift 1955 med konstnären Georg Uno Persson. Wiberg-Persson studerade vid Tekniska skolan i Stockholm 1930–1935 och privat för bröderna Gustaf och Aron Sandberg samt genom självstudier i Paris och Spanien. Tillsammans med sin man och Bergliot von Dellwig ställde hon ut på Sturegalleriet i Stockholm och i Sveriges allmänna konstförenings vårsalonger på Liljevalchs konsthall.  Hon var representerad i en utställning på Dramatiska teatern 1950 och i en Vintersalong på Färg och Form 1954. Bland hennes noterbara arbeten märks porträttbysterna av konstnären Arvid Fougstedt och skådespelaren Maj-Britt Nilsson. Hennes konst består av skulpturer utförda i lera, gips och enstaka arbeten i trä samt akvareller.